# Propulsión nuclear

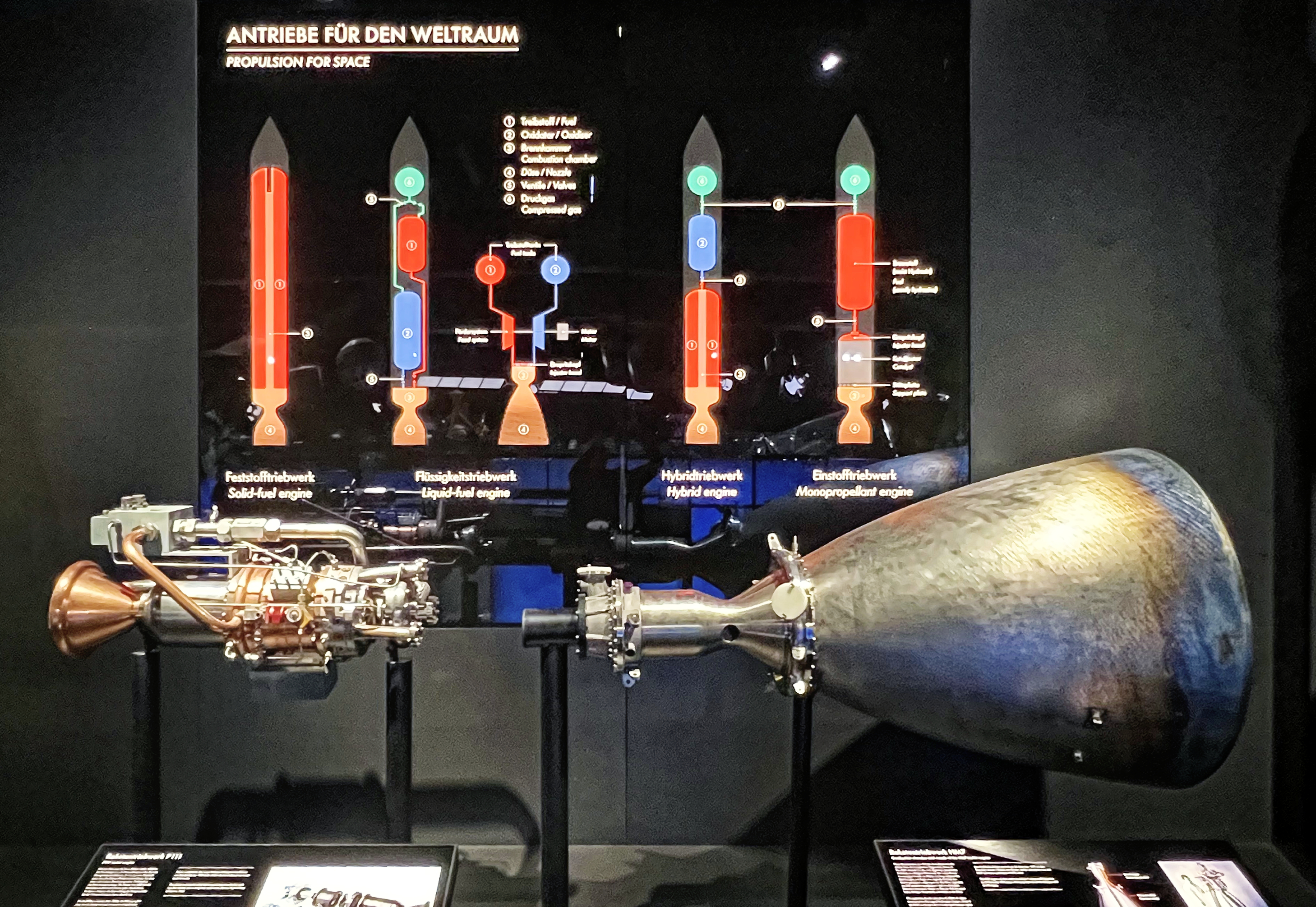
Propulsión de un cohete

En la actualidad existen dos métodos para la propulsión nuclear, civil y militar:
1. Mediante reactores nucleares.
2. Por generación eléctrica mediante isótopos radiactivos.

La primera de ellas es la opción utilizada en los buques nucleares, como los submarinos, portaaviones, cruceros, rompehielos y otros. En ellos pueden estar albergados uno o varios reactores, de cualquiera de los tipos existentes, aunque los más seguros, y los más utilizados hasta ahora son los del tipo PWR. Por ejemplo, el portaaviones Enterprise de la Armada estadounidense era propulsado por 8 reactores del tipo PWR de 80 MW cada uno. Los submarinos han sido la opción más clara en cuanto a la utilización de este sistema de propulsión, dotándoles de una autonomía nunca alcanzada mediante ningún otro sistema. Un ejemplo de estos es el Tireless de la Royal Navy. En este tipo de reactores se sustituye el alternador de generación eléctrica que generalmente acompaña a la turbina en las centrales nucleares, por un eje acoplado a una o varias hélices. Estos buques, además de no necesitar reabastecimiento de ningún tipo de combustible durante varios meses, e incluso años, dependiendo de su actividad, poseen una increíble maniobrabilidad y condiciones de aceleración. Por esto son utilizados de forma civil también en los rompehielos.
La segunda de las propulsiones nucleares citadas es utilizada en los satélites artificiales. Debido a la liberación continua de calor o electrones de los materiales radiactivos como el plutonio o el uranio altamente enriquecido, estos pueden ser usados para la generación eléctrica en condiciones en las que no existen otros métodos posibles, como en ausencia de luz solar. También pueden utilizarse esas partículas aceleradas mediante aceleradores hasta velocidades cercanas a la de la luz, obteniendo aceleraciones continuadas y constantes, aunque pequeñas, hasta velocidades mayores de las que pueden conseguirse con los propulsores químicos habituales.